# Urban Sketchers
Urban Sketchers (USk) és una comunitat global de dibuixants, tant professionals com aficionats, que fomenta la pràctica del dibuix in situ, i l'observació directa de la vida urbana. Milers de dibuixants urbans (Urban Sketchers) a ciutats dels cinc continents s'identifiquen amb els principis de la comunitat, nascuda a internet l'any 2007, que s'especifiquen en un manifest de vuit punts traduïts a més de 12 llengües. Amb el lema "Veure el món, dibuix a dibuix", aquests dibuixants urbans comparteixen els seus treballs a Internet mitjançant blocs i xarxes socials.

## Història
Urban Sketchers va començar com un grup de Flickr el novembre de 2007. El seu creador, Gabriel Campanario, és un periodista i il·lustrador espanyol nascut a Catalunya i resident a Seattle. Campanario és col·laborador del Seattle Times en qualitat d'artista i redactor -per a l'edició impresa i blogs-. Després de notar que el nombre creixent de dibuixants "pujaven" i compartien dibuixos "online", Campanario va iniciar el grup com una nova alternativa per exposar i promoure els dibuixos realitzats "in situ", per observació i registre directe.